# Fernanda Ramos
Fernanda Ramos (Florianópolis, 23 de fevereiro de 1981) é uma apresentadora, atriz, empresária e modelo brasileira.
Desde 2007 está sob o comando do programa Disney Planet, trazendo as novidades sobre o universo Disney durante os intervalos do canal Disney Channel.
Em 2010 criou sua própria marca de roupas infantis com sua sócia Helena Aguiar, a Lê Chouê.

## Trabalhos
- Disney Channel (2007-presente):
- (2006-2007) - Zapping Zone
- (2007-2015) - Disney Planet - Apresentadora;
- (2009-2011) - Quando Toca o Sino - Juliana;

- Comerciais (2001-presente):
- (2001-2002) - Seda;
- (2005) - Bayard;
- (2011) - Life Empresarial Saúde;
- (2011) -  Lentes Transitions.